# Lori Lewis
Lori Lewis (n. Minneapolis, 27 de diciembre de 1984) es una cantante lírica estadounidense con voz soprano, conocida especialmente por ser la vocalista y miembro oficial de la banda sueca de metal sinfónico Therion desde 2011.
Lewis reside  actualmente en Salem, Oregón, y es graduada de la Universidad de Kansas. Entre 1998 y 2010 fue la cantante de Aesma Daeva, una banda que fue de gira con Therion en Canadá y los EE. UU. en 2005. En octubre de 2007, Lewis actuó con ambas bandas en la gira mundial de Therion en Canadá y EE. UU. (Aesma Daeva apoyando a Therion).

## Carrera musical

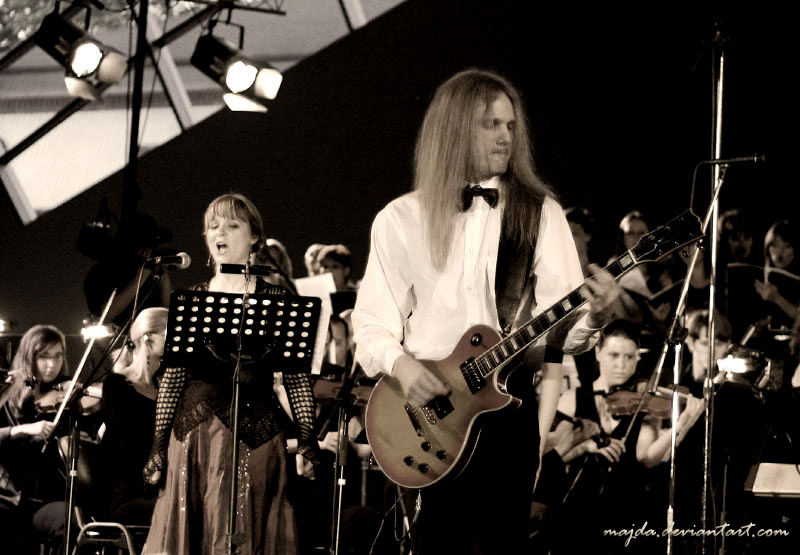
Lori Lewis y Christofer Johnsson durante la presentación en el Miskolc Festival de Ópera (2007).

Lori Lewis consiguió su grado en Rendimiento Vocal en la Universidad de Misuri, y la graduación en la Universidad de Kansas.
El 11 de septiembre de 2011, Christofer Johnsson, líder de Therion, anunció que Lewis fue nombrada miembro permanente de la banda, siendo entonces la primera miembro mujer en tener estado permanente en la historia de la banda.
Como miembro permanente de Therion, Lori participó en la grabación de Les Fleurs du Mal, dedicado al 25° aniversario de la banda.

### Salida de Therion
El 10 de mayo de 2014, la banda anunció que Lewis se retiraba de la gira de 2014, actuando un último espectáculo en Ciudad de México el 31 de mayo. Los fans mexicanos hicieron un muy sentido "show de despedida". Lewis fue reemplazada por Sandra Laureano como miembro de gira, pero queda como miembro de la banda para grabaciones de estudio.

## Discografía
- Aesma Daeva – Dawn of the New Athens (Scarecrow, Irond Registros) (2007)
- Aesma Daeva @–  The Thalassa Mixes (2008)
- Therion @– Live Gothic (álbum en vivo) (2008)
- Aesma Daeva @– Here Lies One Whose Name Was Written in Water (2009)
- Therion @– The Miskolc Experience (álbum en vivo) (2009)
- Therion @– Sitra Ahra (Nuclear Blast Records) (2010)
- Imperial Vengeance @– Black Heart of Empire (2011)
- Therion @– Les Fleurs du Mal (2012)
- Therion @– Adulruna Rediviva and Beyond (álbum en vivo) (2014)